# Pomocnik (piłka nożna)

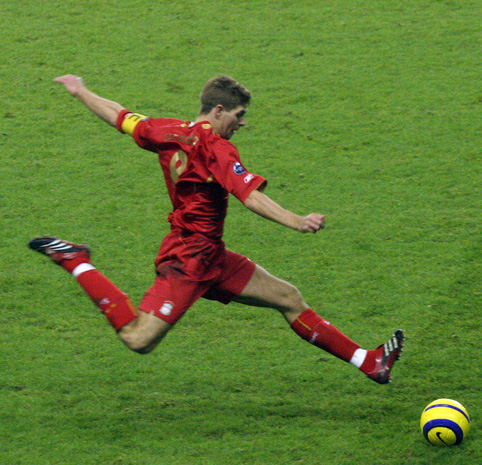
Steven Gerrard

Pomocnik (ang. midfielder) – zawodnik w piłce nożnej, który gra w środku pola między obrońcami a napastnikami. Rozróżnia się pomocników: defensywnych, środkowych, ofensywnych i bocznych.

## Typy pomocników
Pomocnicy defensywni (ang. defensive midfielder – DM) grają najczęściej nieco cofnięci, bliżej linii obrony. Ich głównym zadaniem jest odbiór piłki przeciwnikowi i rozpoczęcie akcji ofensywnej. Często dysponują też mocnym strzałem z większej odległości. 
Pomocnicy środkowi (ang. central midfielder – CM) otrzymują zrównoważony podział obowiązków w defensywie i w ofensywie. W momencie posiadania piłki przez rywali przyjmują postawę defensywną, destrukcyjną, nastawioną na odbiór. Gdy ich drużyna posiada piłkę, przesuwają się nieco wyżej, biorąc udział w ataku pozycyjnym, obstawiając przedpole bramki przy stałym fragmencie gry.
Pomocnicy ofensywni (ang. attacking midfielder – AM) zwani niekiedy rozgrywającymi (hiszp. mediapunta), grają bliżej napastnika/ów. Ich głównym zadaniem jest rozegranie akcji, najczęściej zakończonej podaniem do napastników, bądź oddaniem bezpośredniego strzału na bramkę. Często są przez trenera wyłączani z zadań defensywnych. Zazwyczaj są to zawodnicy o dużych umiejętnościach technicznych.
W dzisiejszym futbolu różnice między pomocnikami defensywnymi a ofensywnymi coraz częściej się zacierają, gdyż od obydwu wymaga się na boisku takich samych umiejętności i wyznacza się podobne zadania.
Cofnięci skrzydłowi (ang. wing back – WB) mają za zadanie wspomagać bocznych pomocników lub skrzydłowych napastników. Pozycja ta wymaga dużej wytrzymałości, gdyż grający na niej zawodnik przez cały mecz musi biegać wzdłuż linii bocznej od jednego pola karnego do drugiego (ang. box-to-box). Pozycja ta występuje w ustawieniu z trzema obrońcami lub trzema napastnikami, w wypadku standardowego ustawienia 4-4-2 stosuje się tylko bocznych pomocników.
Pomocnicy boczni (ang. side midfielder – SM) zwani często mylnie skrzydłowymi, tym różnią się od nich, że ich głównym zadaniem nie jest bieganie wzdłuż linii bocznej, ale wspieranie środka pola w rozgrywaniu piłki. Uczestniczą w grze obronnej zespołu, cofają się w momencie posiadania piłki przez rywali, są wówczas dublowani przez bocznych obrońców. Wyróżnia się lewych (LM) i prawych (RM) pomocników bocznych. W ustawieniu zwanym rombem lub diamentem wyróżnia się pół-bocznych pomocników.